# Crataegus resima
Crataegus resima är en rosväxtart som beskrevs av Chauncey Delos Beadle. Crataegus resima ingår i Hagtornssläktet som ingår i familjen rosväxter. Inga underarter finns listade i Catalogue of Life.